# Salvador Merlino
Salvador Merlino ( Buenos Aires, Argentina, 23 de marzo de 1903 – ídem  1959, fue un poeta, ensayista, periodista y profesor de larga trayectoria en su país.

## Carrera literaria
Su afición a la poesía apareció cuando era muy joven y sus primeras obras en el género registran la influencia de Rubén Darío que todavía persistía en los países hispanoamericanos. Más adelante rechazó los excesos de este modernismo inicial y se acercó a la poesía clásica española, tanto a la procedente de la línea tradicional como a la escrita por autores cultos su poética sincera y musical, publicando en diarios y prestigiosos como La Nación y La Prensa, entre otros; sin romper con las formas clásicas, como por ejemplo el soneto o la copla, creó una lírica rica en elementos esenciales.
Se mantuvo al margen de los grupos Florida y Boedo. El lugar destacado que ocupó en las letras argentinas del segundo cuarto del siglo XX se cimentó en sus contribuciones poéticas así como en colaboraciones en las más diversas publicaciones periódicas de su país como La Nación  y La Prensa , que incluyó la dirección de las revistas Cultura y El Progreso. Pese a estar muy reconocido en su tiempo, de pronto quedó relegado al olvido o a unas pocas menciones en catálogos.
Publicó 15  libros, el último de ellos, póstumo: Canción de vacaciones (1922), Jaculatorias de los sentimientos morales (1927), El oro del hijo (1928), El amor desencantado (1930), Melodías (1932), Hebe María va en copla (1934), Los metafísicos (1937), El rumbo jalonado (1938), La voz y el río (1940), Sindéresis (1942), Trasiego (1943), Copla (1945), Color y forma (1951), Elegía de octubre (1954) y Elegía de abril (1960) (póstumo).